# 賢い人々
「賢い人々」（独: Die klugen Leute、KHM104）は、『グリム童話』のひとつ。

## あらすじ
お百姓はある日、おかみさんへ旅に出ると言い、その間に牛飼いが来るから雌牛の3頭を200ターラーで売るように頼んだ。牛飼いが来ると、200ターラーなら喜んで買うと言ったが、財布を忘れたので今は払えないとおかみさんに伝え、2頭は今連れて帰り、あとの1頭は担保として置いたままにすることにした。お百姓が旅から帰ってそのことを伝えると、お百姓は呆れ、まぬけだと罵った。そして、「おれは街道へ出ていって、おまえよりもっとまのぬけたやつがみつかるかどうか、3日間待ってみることにするよ」と言い、街道へと向かった。
お百姓は街道へ行くと、1人の女を見つけた。お百姓がその女に「天国から落ちてきたんだ」と言うと、女は亭主が天国でどうしているかと尋ねた。するとお百姓は、あなたの亭主は着ている服もぼろぼろでうまくいっていないと伝えた。女はびっくりして稼いだお金をお百姓に渡し、亭主に与えるように頼んだ。女は家に帰り、息子へそのことを伝えると、息子は天国のことを聞くために馬を走らせた。
息子はお百姓をみつけ、天国から来た人のことを尋ねると、山のほうへ向かったと言われた。息子は一日中働いて疲れていたので、お百姓に馬を渡し、その人を連れてくるよう頼んだ。お百姓はお金と馬を手に入れ家に帰ると「まぬけのおかげでいい実入りがあるなら、まぬけさまさまだ。」と考えた。